# Tabanus spodopterus
Tabanus spodopterus là một loài ruồi trong họ Tabanidae. Nó phân bố rộng rãi ở châu Âu, nhưng chỉ có vài tiêu bản được tìm thấy ở Vương quốc Liên hiệp Anh và Bắc Ireland 